# Qiao Sixue
En una onomàstica xinesa Qiao es el cognom i Sixue el prenom.
Qiao Sixue (xinès simplificat: 乔思雪) (Hulunbuir 1990 - ). Guionista i directora de cinema xinesa.
Qiao Sixue, d'ètnia daur, va néixer el 1990 Hulunbuir a la Regió Autònoma de Mongòlia Interior (Xina). Després de graduar-se a 3IS Ecoles & Formations d’Audiovisuel a París a finals del 2015, va treballar a KOI Films Company a París i va participar en desenes de curtmetratges.
The Cord of Life (脐带) va ser el seu primer llargmetratge. La pel·lícula explica la història d'Alus, un compositor de música electrònica de Mongòlia que no sap el que vol fer amb la seva vida. A més a més, no suporta veure la seva mare, malalta d’Alzheimer, vivint com una captiva a l’apartament del seu germà a la ciutat. Decideix portar-la un altre cop de tornada a les pastures i a la recerca de la llar que tant anhela. A mesura que l’estat de la seva mare empitjora, Alus intenta protegir-la lligant-la a ell amb una corda. La corda és com un cordó umbilical que el connecta als pensaments de la seva mare, la seva ciutat natal i a la seva cultura.
El film el va produir la companyia Bad Rabbit Pictures, una productora amb seu a Pequín cofundada per l'actriu Yao Chen i el seu marit Cao Yu i es va rodar a les grans praderies de Mongòlia Interior durant el canvi de temporada de la primavera a l'estiu del 2020.
L'estrena mundial es va fer l'octubre del 2023 a el Festival Internacional de Cinema de Tòquio, i el mes de novembre a l'Asian Film Festival Barcelona.
En una entrevista del 24 de març del 2023 al Ziniu News del Yangtze Evening News, Qiao va manifestar que: "De fet, al principi, no vaig escriure aquesta història perquè volia escriure sobre la malaltia d'Alzheimer. Volia explorar com una mare i el seu fill es van apropar després que la seva relació esdevingués indiferent. Mentre l'estava escrivint, hi vaig afegir els símptomes de la malaltia d'Alzheimer i vaig trobar que s'adaptava millor a la història" "Ja havia escrit un curtmetratge sobre la malaltia d'Alzheimer, així que vaig tenir la idea d'incorporar-hi el contingut d'aquest curtmetratge. A més, ara la malaltia d'Alzheimer és molt popular i comú entre els col·lectius afectats, també he vist molts documentals, entre ells els familiars de molts dels meus amics, i fins i tot el meu avi també patia la malaltia d'Alzheimer."